# 샘 & 데이브
샘 & 데이브(Sam & Dave)는 1961년부터 1981년까지 함께 공연한 미국의 솔과 R&B 듀오이다. 테너(높은) 목소리는 샘 무어(1935년생), 바리톤/테너(낮은) 목소리는 데이브 프레이터(1937년~1988년)였다.
"더블 다이너마이트", "땀의 술탄들", "다이나믹 듀오"라는 별명을 가진 샘 & 데이브는 1960년대 최고의 라이브 공연 중 하나로 여겨진다. 브루스 스프링스틴, 알 그린, 톰 페티, 필 콜린스, 마이클 잭슨, 스티븐 밴 잰트, 엘비스 코스텔로, 더 잼, 테디 펜더그래스, 빌리 조엘, 스티브 윈우드를 포함한 많은 후속 음악가들이 이들을 영향력 있는 음악가로 명명했다. 1980년대에 솔, R&B, 블루스의 인기의 부활을 도왔던 블루스 브라더스는 샘 & 데이브의 영향을 받아 그들의 가장 큰 히트곡은 〈Soul Man〉의 커버였고 그들의 퍼포먼스 및 무대 쇼에는 듀오의 많은 오마주들이 포함되어 있었다.
샘 & 데이브는 로큰롤 명예의 전당, 보컬 그룹 명예의 전당, 멤피스 음악 명예의 전당, 리듬 앤 블루스 음악 명예의 전당에 입성했다. 그들은 〈Soul Man〉으로 그래미 어워드를 받았고 2019년에 그래미 평생 공로상을 받았다. 《롤링 스톤》은 샘 & 데이브의 역대 가장 위대한 듀오 20인 중 14위를 차지했다.
1981년에 해체하였으며, 1988년 4월 9일 데이브 프레이터(Dave Prater) 먼저 세상을 떠났고, 2025년 1월 10일 샘 무어(Sam Moore) 사망하였다.